# Mount Lowman
Mount Lowman ist ein 1610 m hoher Berg im ostantarktischen Viktorialand. In den Usarp Mountains ragt er 3 km südöstlich des Rinehart Peak am ostzentralen Hang des Pomerantz-Tafellands auf.
Der United States Geological Survey kartierte ihn anhand eigener Vermessungen und mithilfe von Luftaufnahmen der United States Navy aus den Jahren zwischen 1960 und 1962. Das Advisory Committee on Antarctic Names benannte ihn 1970 nach dem Biologen Henry R. Lowman III., der für das United States Antarctic Program zwischen 1967 und 1968 auf der McMurdo-Station tätig war.